# Guvernul Theodor Rosetti (2)
Guvernul Theodor Rosetti (2) a fost un consiliu de miniștri care a guvernat România în perioada 12 noiembrie 1888 - 22 martie 1889.

## Componența
- Președintele Consiliului de Miniștri

Theodor Rosetti (12 noiembrie 1888 - 22 martie 1889)
- Ministrul de interne

Alexandru B. Știrbei (12 noiembrie 1888 - 22 martie 1889)
- Ministrul de externe

Petre P. Carp (12 noiembrie 1888 - 22 martie 1889)
- Ministrul finanțelor

Menelas Ghermani (12 noiembrie 1888 - 22 martie 1889)
- Ministrul justiției

George Vernescu (12 noiembrie 1888 - 22 martie 1889)
- Ministrul de război

General George Manu (12 noiembrie 1888 - 22 martie 1889)
- Ministrul cultelor și instrucțiunii publice

Titu Maiorescu (12 noiembrie 1888 - 22 martie 1889)
- Ministrul lucrărilor publice

Alexandru Marghiloman (12 noiembrie 1888 - 22 martie 1889)
- Ministrul agriculturii, industriei, comerțului și domeniilor

Alexandru N. Lahovari (12 noiembrie 1888 - 22 martie 1889)

## Sursa
- Stelian Neagoe - "Istoria guvernelor României de la începuturi - 1859 până în zilele noastre - 1995" (Ed. Machiavelli, București, 1995)

| Precedat(ă) de: Guvernul Theodor Rosetti (1) | Guvernul Theodor Rosetti (2) 12 noiembrie 1888 - 22 martie 1889 | Succedat(ă) de: Guvernul Lascăr Catargiu (3) |